# 一場靖弘
一場 靖弘（いちば やすひろ、1982年7月5日 - ）は、群馬県出身の元プロ野球選手（投手）、野球指導者。元妻は元タレントの安田芽衣子。

## 経歴

### プロ入り前
桐生第一高等学校では2年の時に第81回全国高等学校野球選手権大会に2番手投手として出場。正田樹をエースとして群馬勢初の優勝に貢献した。甲子園のマウンドでは球速145 km/hを計測した。3年の時には背番号1を着け、再び第82回全国高等学校野球選手権大会への出場を果たしたが初戦敗退。
その後は明治大学に進学し、4年時の2004年春に六大学リーグ歴代2位（戦後最多）となるシーズン107奪三振を達成。また、同シーズンには六大学史上最速球速となる154 km/h（当時）を計測し、8勝3敗の成績で、1993年春以来11年ぶり22季ぶりとなる勝ち点5の完全優勝に貢献、ベストナインに選ばれた。第53回全日本大学野球選手権大会では完全試合を記録。大学通算52試合登板26勝15敗、防御率2.00。通算379奪三振は歴代5位。
2004年度ドラフト会議では新規参入した東北楽天ゴールデンイーグルスから自由獲得枠指名を受け入団。背番号は大学時代と同じ11。入団記者会見の席上で将来のメジャー挑戦を宣言し、物議を醸した。

### プロ野球選手時代

#### 楽天時代
2005年は開幕二軍スタートだったが、4月12日の福岡ソフトバンクホークス戦（フルキャストスタジアム宮城）で一軍に昇格し初先発するも4回1/3を4失点で敗戦投手となった。その後は先発ローテーション入りして登板を重ねたが黒星を重ね続け5月19日時点で0勝7敗・防御率7.15となり二軍（イースタン・リーグ）へ降格。一軍へ再昇格後となった8月27日の対西武ライオンズ戦（西武ドーム）では、西口文也が9回を完璧に抑える中で一場も9回無失点に抑え、勝敗は付かなかったものの完全試合献上を阻止。9月3日の対オリックス・バファローズ戦（フルキャストスタジアム宮城）では9回2失点完投でプロ初勝利を挙げ球団シーズン100敗を阻止した。プロ入り1年目は23試合で2勝9敗1セーブ・防御率5.56の成績に終わった。
2006年は先発2本柱として期待されたエース岩隈久志と横浜ベイスターズから移籍してきたセドリック・バワーズが故障のため出遅れたことによって実績不十分ながらも新監督の野村克也から開幕投手に指名され、3月25日の北海道日本ハムファイターズ（札幌ドーム）との開幕戦に先発し、6回3失点と好投したものの打線の援護なく黒星を喫した。2度目の登板となった3月31日のソフトバンク戦（フルキャストスタジアム宮城）で勝利投手となりこれがチームのシーズン初勝利となり、3度目の登板となった4月7日の対千葉ロッテマリーンズ戦（千葉マリンスタジアム）ではチームの連敗を止めプロ初の完封勝利を挙げた。前半戦で5勝を挙げる活躍したが、前述の岩隈やバワーズの故障で他の投手も不安定だったことから一場にかかる負担は大きくなり交流戦以降は2勝8敗と大きく負け越した。最終的には最多敗戦数（14敗）、最多被本塁打（22本）など不名誉な「8冠」を手にしたが、一方で先発不足に喘いだ楽天にとって唯一、シーズンを通して先発ローテーションを守り、球団生え抜き投手では第1号となる規定投球回を満たしてチーム最多タイとなる7勝を挙げた。
2007年はオープン戦から不調が続き開幕を二軍で迎える。4月に一軍へ昇格したが、4月7日の対ロッテ戦（フルキャストスタジアム宮城）で3回途中降板すると、4月15日の対日本ハム戦（札幌ドーム）には中継ぎとして登板したが5回を18被安打・14失点と散々な結果となり、さらに右肘の炎症を起こして降格。夏場に一軍に再昇格すると7月27日の対オリックス戦（京セラドーム大阪）では3回から中継ぎとして登板。8月16日にシーズン初勝利を挙げると、これ以降は防御率2点台の好投を続け最終的に後半戦だけで6勝を挙げ、登板数は通算12試合で防御率5点台だったが球団初の最下位脱出に貢献した。
2008年は前年に受けた視力回復手術（レーシック）の影響で右目の角膜炎を起こし、1月中旬に入院。右目視力は0.04まで低下し、一時は失明の危機もあったが驚異の回復力で開幕に間に合わせ、先発ローテーション入りを果たした。しかし、4月8日の対日本ハム戦（札幌ドーム）で味方打線が7点加点した後の3回裏にひっくり返され、二軍へ降格（7点差からの逆転負けは球団初の不名誉記録。野村監督は「7点もあって何が怖いのか分からん。あいつの心臓の大きさはどの位や。野球をやる資格がない」と酷評）。その後は秋に一軍へ再昇格したものの、先発した試合は結果を残せず前年同様12試合の登板で未勝利(3敗)に終わった。
2009年の春季キャンプから佐藤義則コーチと共に下半身主導となる投球フォームへの矯正に取り組んだ。しかし、オープン戦で結果が残せず、同年3月23日に宮出隆自との交換トレードで東京ヤクルトスワローズへ移籍。背番号は43。

#### ヤクルト時代
2009年4月11日の対横浜戦（横浜スタジアム）に先発として初登板、5回無失点で移籍後初勝利を挙げた。しかし、その後は結果を残せずに二軍へ落ちると相次ぐ不振を打破すべく、7月に腕をやや下げるスリー・クォーターへのフォーム変更を試みた。8月20日の対阪神タイガース戦（明治神宮野球場）に先発するが、3回9失点で敗戦投手となり、3度目の二軍降格。この年は9試合登板、1勝5敗・防御率7.88と期待を大きく裏切る結果となった。
2010年はシーズン通して一軍へ昇格できずプロ入り初の一軍登板なしに終わった。
2011年は開幕から出遅れオールスター後も一軍へ昇格できずにいたが、9月22日に2年ぶりに一軍へ昇格した。しかし、わずか5試合登板に終わった。
2012年は一軍へ昇格すらできず10月2日に球団から戦力外通告を受けた。その後、11月9日に行われた12球団合同トライアウトに参加したが、オファーはこなかった。その後も12月23日に韓国プロ野球（KBO）の高陽ワンダーズの入団テストを受けたが、合格できなかった。

### 現役引退後
2013年には、桐生第一高校での同級生の勤務先（東京都東久留米市の看板デザイン会社）で、看板のデザインや取り付け作業に従事していた。当初から1年だけ勤務することを同級生と約束していたため、2014年1月に茨城県水戸市の「パーソナル電電」（楽天時代の同僚・紀藤真琴が執行役員を務める通信機器販売会社）へ転職。紀藤の誘いを受けての転職であったため、営業マンとして勤務するかたわら、紀藤が主宰する野球教室「紀藤塾」で小・中学生に野球を指導していた。さらに、プロ野球経験者による大学・高校生への指導に必要な学生野球資格の回復に向けて、同年末に講習会を受講。翌2015年1月30日付で、日本学生野球協会から資格回復の適性を認定された。
その一方で、楽天での2年目（2006年のシーズン終了後）に居住と投資（引退後の安定収入の確保）の目的で宮城県仙台市内に購入していた2軒の分譲マンションが、ヤクルト時代の2011年に発災した東日本大震災で半壊。その影響で資産価値が大きく下がったため、後に2軒とも売却したが、購入時に不動産会社の勧めで組んだ銀行ローンの債務が残った。この件ではパーソナル電電への勤務中から弁護士を立てながら対応を協議していたが、2015年9月に同社を退職したうえで外資系の保険会社に転職。完全歩合制の営業職として、普通に生活できるだけの収入を得ていた。しかし、「月に30万円の単位でローンを返済しても数千万円の元金が減らない」という状況を脱するまでには至らなかったため、弁護士と相談したうえで自己破産を決意。結局、2019年8月から裁判所で破産手続きが始まったことを受けて、翌9月に保険会社を退職。
保険会社からの退職後は、前述した学生野球資格を生かすべく、千葉県松戸市で野球教室を開設することを計画。同市内に2020年から少年野球チームを創設する計画を知人から伝えられたことや、パーソナル電電時代の2014年に再婚した現在の妻から「せっかく学生野球資格を取ったのに、今の会社（保険会社）にいる意味があるのか?」という言葉で背中を押されたことがきっかけになったという。2019年11月10日からは、野球教室の生徒を募集する目的で、YouTube上に「一場靖弘のBASEBALLチャンネル」を開設。また、グリントエンターテインメントとの間でマネジメント契約を結ぶことによって、タレントとしての活動も始めたが、2020年現在、所属が確認できなくなっている。
2020年4月に、少年野球チーム「レッドストロングス松戸」の始動に合わせて、同チームとの提携で「一場靖弘ベースボールアカデミー」を開設。平日は夕方までボランティアで就労支援活動、夕方からアカデミーで小・中・高校生の指導、土・日曜日にはレッドストロングスの活動にヘッドコーチとして携わる。
2024年9月8日に行われた山梨ファイアーウィンズ対読売ジャイアンツ（三軍）の試合に選手登録され、背番号11を着用する。山梨ファイアーウィンズのユニフォームを着用し、8回表に登板した。同年12月9日に山梨のコーチに就任することが発表された。

## 人物
桐生第一高校の小林正人（一場の2年先輩）、正田樹（1年先輩）、そして一場と、3年連続で同校のエースがプロ入りしている。楽天に同期入団した大廣翔治とは桐生一高時代のチームメイト、西谷尚徳とは明治大学時代のチームメイトである。
大学では商学部に在籍。裏金騒動で2004年8月14日に退部した後、12月に安田芽衣子との結婚を発表、2005年7月1日に長女が誕生。2006年11月21日には長男が誕生したが、2011年に離婚。2014年2月にネイリストの現夫人・弥生と再婚。同時に弥生と前夫との間の3子（2男1女）の父親にもなる（2015年6月末に第4子が誕生）。
楽天との入団交渉では、エースナンバーの18を背番号に提示されたが、大学時代から愛着のある11を希望。結局、入団後も11の着用を続けた。入団2年目の2006年にはレギュラーシーズンの開幕投手を任されたが、シーズン終了後に参加したウインターリーグで右肩を痛めてからは、痛みの出ない投げ方を模索するうちに投球フォームが崩れるようになった。一場によれば、ウインターリーグへの参加については「自分から反対していたにもかかわらず、球団に押し切られてしまった」とのことで、現役を引退してからも後悔しているという。
2009年のレギュラーシーズン開幕直前に楽天からヤクルトへのトレードが成立した背景には、当時ヤクルトの一軍で投手コーチを務めていた荒木大輔が先発要員の不足を認識していたことに加えて、当時の監督で明治大学の先輩に当たる高田繁が「思い出の神宮球場で（一場の）学生時代の輝きを取り戻させたい」との思いから楽天監督（当時）の野村克也へ直訴したことも挙げられる。当時の楽天球団のフロントは、球団創設後初めてのドラフト会議で1位に指名した一場の移籍を躊躇していた。しかし、野村が「（一場）本人のために環境を変えた方が良い」とフロントを説得した末に、トレードを成立させた。もっとも、一場自身はヤクルトで現役を引退した後に、「ヤクルトで神宮（球場）のマウンドに立てたことは良かったが、楽天時代の途中から右肩や股関節を痛めていたせいで、ヤクルト時代には良い思い出がなかった」と述懐している。

### プロ入りをめぐる混乱
2004年のドラフトに際し、大学屈指の右腕として注目を集めた一場の争奪戦は激化する。本人が在京球団への入団を希望したこともあり、一時は読売ジャイアンツへの入団が内定していたが、同球団が一場に栄養費の名目で200万円を授受していたことが発覚し、入団は白紙となる。8月13日にこの事件の責任を取って渡邉恒雄がジャイアンツのオーナー職を辞任、翌8月14日に一場も明治大学野球部を退部し、当面謹慎を余儀なくされた。
その後、横浜ベイスターズ・阪神タイガースも金銭の授受が発覚したため、横浜の砂原幸雄、阪神の久万俊二郎両オーナーも10月22日に辞任。また広島東洋カープも交通費として2000円の授受があったことが発覚（こちらは正当な額とされたため問題化せず）。この事件により、長らく暗黙の了解で慣習的に行われてきた有力選手への金銭授受を見直す動きが起こり、翌年以降の野球改革を作るきっかけとなった。
一時は日本プロ野球入団を諦め、メジャーリーグや中華職業棒球大聯盟への入団も検討していたが、2005年に創立した東北楽天ゴールデンイーグルスが即戦力の投手を求めていたため、2004年11月9日に自由獲得枠での入団が決まった。

## 詳細情報

### 年度別投手成績
| 年 度     | 球 団     | 登 板 | 先 発 | 完 投 | 完 封 | 無 四 球 | 勝 利 | 敗 戦 | セ 丨 ブ | ホ 丨 ル ド | 勝 率 | 打 者 | 投 球 回 | 被 安 打 | 被 本 塁 打 | 与 四 球 | 敬 遠 | 与 死 球 | 奪 三 振 | 暴 投 | ボ 丨 ク | 失 点 | 自 責 点 | 防 御 率 | W H I P |
| --------- | --------- | ----- | ----- | ----- | ----- | -------- | ----- | ----- | -------- | ----------- | ----- | ----- | -------- | -------- | ----------- | -------- | ----- | -------- | -------- | ----- | -------- | ----- | -------- | -------- | ------- |
| 2005      | 楽天      | 23    | 12    | 2     | 0     | 0        | 2     | 9     | 1        | 0           | .182  | 473   | 102.0    | 119      | 15          | 53       | 0     | 4        | 72       | 8     | 0        | 67    | 63       | 5.56     | 1.69    |
| 2006      | 楽天      | 30    | 30    | 5     | 2     | 1        | 7     | 14    | 0        | 0           | .333  | 848   | 193.2    | 205      | 22          | 71       | 3     | 7        | 151      | 13    | 0        | 103   | 94       | 4.37     | 1.43    |
| 2007      | 楽天      | 12    | 9     | 0     | 0     | 0        | 6     | 2     | 0        | 0           | .750  | 264   | 58.2     | 73       | 5           | 21       | 0     | 1        | 40       | 7     | 1        | 39    | 35       | 5.37     | 1.60    |
| 2008      | 楽天      | 12    | 8     | 0     | 0     | 0        | 0     | 3     | 0        | 0           | .000  | 165   | 31.1     | 49       | 3           | 21       | 0     | 1        | 27       | 5     | 0        | 38    | 34       | 9.77     | 2.23    |
| 2009      | ヤクルト  | 9     | 7     | 0     | 0     | 0        | 1     | 5     | 0        | 0           | .167  | 174   | 37.2     | 48       | 10          | 16       | 0     | 4        | 27       | 2     | 0        | 36    | 33       | 7.88     | 1.70    |
| 2011      | ヤクルト  | 5     | 0     | 0     | 0     | 0        | 0     | 0     | 0        | 0           | ----  | 23    | 5.1      | 4        | 0           | 4        | 0     | 0        | 5        | 0     | 0        | 3     | 3        | 5.06     | 1.51    |
| 通算：6年 | 通算：6年 | 91    | 66    | 7     | 2     | 1        | 16    | 33    | 1        | 0           | .327  | 1947  | 428.2    | 498      | 55          | 186      | 3     | 17       | 322      | 35    | 1        | 286   | 262      | 5.50     | 1.60    |

- 各年度の太字はリーグ最高

### 記録
投手記録
- 初登板・初先発：2005年4月12日、対福岡ソフトバンクホークス5回戦（フルキャストスタジアム宮城）、4回1/3を4失点で敗戦投手
- 初奪三振：同上、1回表に大村直之から空振り三振
- 初セーブ：2005年5月26日、対中日ドラゴンズ3回戦（ナゴヤドーム）、7回裏に2番手で救援登板・完了、3回無失点
- 初勝利・初完投勝利：2005年9月3日、対オリックス・バファローズ18回戦（フルキャストスタジアム宮城）、9回2失点
- 初完封勝利：2006年4月7日、対千葉ロッテマリーンズ1回戦（千葉マリンスタジアム）、9回8奪三振

打撃記録
- 初安打：2005年5月13日、対阪神タイガース1回戦（阪神甲子園球場）、5回表に安藤優也から右前安打
- 初盗塁：2009年5月2日、対広島東洋カープ4回戦（MAZDA Zoom-Zoom スタジアム広島）、5回表に二盗（投手：コルビー・ルイス、捕手：石原慶幸）

### 背番号
- 11（2005年 - 2008年、2025年 - ）
- 43（2009年 - 2012年）